# 9114 Hatakeyama
9114 Hatakeyama eller 1997 CU19 är en asteroid i huvudbältet som upptäcktes den 12 februari 1997 av den japanska astronomen Takao Kobayashi vid Ōizumi-observatoriet. Den är uppkallad efter Hideo Hatakeyama.
Asteroiden har en diameter på ungefär 5 kilometer.